# Sinatic
Sinatic (* 8. März 1982 in Bottrop mit richtigem Namen Thomas Carsten Rybka) ist ein deutscher Produzent, Songwriter, Remixer in den Bereichen Chillout, Dance, Pop sowie House. 

## Leben
Sinatic wurde 2001 von dem Produzenten Tony Catania entdeckt und gefördert. Er arbeitete vier Jahre als Producer in seinen Studios und produzierte mit ihm Singles/Alben und Remixe für internationale Pop- und Danceacts. 
Sinatic veröffentlichte sein erstes Album im Jahre 2006 über das deutsche Label Sony Music Entertainment / Clubland Records. Der französische Chillout-DJ Raphaël Marionneau wurde auf dieses Album aufmerksam und verwendete Titel für den bekannten Sampler le café abstrait. Als Remixer produzierte er für diverse Labels und Interpreten weltweit und ist auf diversen Samplern und in diversen Charts vertreten. 
Sinatic arbeitet seit 2009 mit Songschreibern und Musikern aus Schweden und Amerika zusammen und produziert und schreibt an Titeln für Künstler aus der Pop- und Danceszene mit.

## Diskografie

### Alben
- 2006 - Chill Out Essentials
- 2009 - Quality Time Vol. 1
- 2017 - Music Fusion
- 2020 - Trance Classics

### Singles
- 2001 – Sushii
- 2002 – Hello, We're Not Alone
- 2002 – Oh L'Amour (feat. Dee)
- 2004 – Above Horizon
- 2005 – Fantasy
- 2006 – In your Eyes (feat. Gavin & Nox)
- 2021 – Utopia
- 2021 – Distant Past
- 2021 – Hands On You
- 2021 – Hands On You
- 2022 – Love Will Find Me
- 2022 – We Rockin'
- 2022 – Forever Blue (feat. Veela)

### Compilations
- 2006 – Trance'n'Chill Vol. 1

### Projekte
- 2003 – Caramello
- 2006 – Sunsplorer
- 2006 – Tom River
- 2006 – Extranova
- 2007 – Thomas Rich (zusammen mit BBC-1 Session-Singer Richard Oliver)

### Remixes
- 2002: Miss Shiva feat. K - Just More / Sinatic Remix
- 2002: Phazeshifter - El Condor Pasa / Sinatic Remix
- 2002: Mario Lopez - Feel So Good / Sinatic Remix
- 2002: E-Love - Here Comes The Rain Again / Sinatic Remix
- 2003: Caramello - Baia Do Ritmo / Sinatic Remix
- 2006: BIG WORLD pres. Swen G*- Morning Light / Sinatic Mix
- 2006: An Active Trip - A Flash In The Night / Sinatic Mix
- 2006: Gavin & Nox feat. Sinatic - In Your Eyes / Sinatic Mix
- 2008: No Angels - Life's a Miracle / Sinatic Mix
- 2013: Rico Bernasconi feat Natalie T & Sommer K - Party in Mykonos (2013)
- 2013: Daddy Yankee FT. Baby Rasta Gringo, Arcangel, Ñengo Flow, Kendo Kaponi, De la Ghetto, Alex Kyza y Farruko - Llegamos A La Disco (Remix)

### Produktionen
- 2016 – Jazzlyn Little (X-Factor USA)